# Інформаційна грамотність
Інформаційна грамотність - можливість отримати доступ до інформації, оцінювати її та мати можливість фільтрувати та використовувати її з різних джерел. Термін тотожний поняттю "інформаційна дидактика". 

## Загальний опис
Інформаційна грамотність зумовлює інформаційну культуру індивіда.
Крім того, інформаційна грамотність повинна допомогти навчити, як навчитися. Дидактика інформації - це не просто правильне використання, наприклад, комп'ютерів для отримання інформації. Також необхідно критично ставитися до інформації, що знаходиться на комп'ютері, і, якщо необхідно, виявляти та відфільтрувати недостатню або невірну інформацію. Треба знати про характер самої інформації, її технічну інфраструктуру та її соціальний, культурний та навіть філософський контекст і вплив. Для того, щоб зробити людину інформаційно грамотною, потрібно спрямувати її принаймні у правильному напрямку. Це має початись у школі. Коли ви, нарешті, стаєте інформаційно грамотними, якість життя автоматично покращується. Наприклад, у вас менше проблем з пошуком хорошого університету, оскільки ви знаєте, що шукати в великій інформаційній мережі. Ще один приклад цієї покращеної якості життя полягає в тому, що у вас менше проблем із залученням інвестицій, ніж той, хто не знає, яка інформація є більш чи менш достовірною, більш чи менш корисною, тобто треба вміти "фільтрувати" інформацію.
Інформаційна дидактика досліджує обробляння та передачу інформації. Інформація в інформаційному суспільстві є в усьому світі. Для того, щоб вигідно управляти потоком інформації, людина потребує базових знань та методів обробки кожної чарунки, частини інформації.
Вперше термін «інформаційна грамотність» (ІГ) вжив Пол Зурковскі (Zurkowski) у 2014 р. в доповіді «The Information Services Environment: Relationship and Priorities» для Національної комісії США з бібліотек та інформатики, де описав основні навички, які були потрібні працівникам сфери послуг, котра тоді в США активно розвивалася. Література з даної проблематики з'являлася переважно англійською мовою, тож не дивно, що англомовний термін поширився по всьому світу. 
П.Зурковскі ввів це поняття, будучи президентом Асоціації інформаційної промисловості США. Ідею своєї пропозиції він позначив так: «Мета: забезпечення інформаційної грамотності». Далі в тексті було: «Ми відчуваємо надлишок інформації щоразу, коли наявна інформація перевищує нашу здатність оцінити її» [цит. за: А.Букхорст, с. 20]. Автор терміна вважав це універсальним явищем і пояснював його наступними трьома факторами: 1) пошуки інформації різняться за часом і за метою, 2) у наявності різноманіття джерел і способів доступу, в силу чого підходи до вирішення цього питання постійно і швидко змінюються; 3) інформація, з якою ми працюємо, відображає набагато більший обсяг людського досвіду. 
Відтоді термін не раз потрапляв у поле зору дослідників і досить швидко не тільки поширився по всьому світу, а й наповнювався різним трактуванням. Наприклад, декан факультету інформаційного менеджменту Університету Хаджеттепе (Анкара, Туреччина) Серап Курбаноглу зазначала, що чимало проблем з трактуванням поняття «інформаційна грамотність» виникало у зв'язку з використанням слова «грамотність», оскільки спочатку під «грамотністю» розумілася базова здатність читати і писати У цьому зв'язку термін виявився досить неясним і неоднозначним. 
Сьогодні слово «грамотність» широко використовується для позначення наявності навичок і базових знань у певній предметній області (в збірних поняттях – комп'ютерна грамотність, грамотність в питаннях здоров'я, громадянська грамотність). Коли терміни «грамотність» і «комп'ютер» об'єднуються для утворення нового поняття («комп'ютерна грамотність»), зміст очевидний. Однак у поєднанні зі словом «інформація» термін «грамотність» для різних людей набував зовсім іншого змісту. Тому розуміння поняття «інформаційна грамотність» для багатьох і сьогодні, як і раніше, залишається проблемою. Розбіжності з цього приводу стимулювали пошук інших варіантів. У 1997 році було навіть складено список термінів, які пропонувалося використовувати як альтернативу, проте більшість із них зберігали небезпеку неправильного тлумачення. 
Експерт Європейської мережі шкільних бібліотек та інформаційної грамотності, професор Університету Амстердама Альберт Букхорст у своїй аналітичній статті «Медіа- та інформаційна грамотність та її «подруги» зазначає, що ще 1995 року дослідники встановили існування дев'ятнадцяти термінів, пов'язаних з інформаційною грамотністю: • грамотність дорослого населення; • підвищена грамотність; • базова грамотність; • подвійна грамотність; • общинна грамотність; • комп'ютерна грамотність; • критична грамотність; • культурна грамотність; • первинна грамотність; • сімейна грамотність; • функціональна грамотність; • інформативна грамотність; • маргінальна грамотність; • медіаграмотність; • мінімальна грамотність; • обмежена грамотність; • необхідна грамотність; 
• візуальна грамотність; • грамотність на робочому місці. 
У наукових джерелах можна знайти також чимало інших видів грамотності, наприклад: • громадянська грамотність; • новинна грамотність; • інформаційна побіжність; • грамотність в питаннях інформації про здоров'я; • трансграмотність; • грамотність у сфері авторського права; • навички століття; • інформаційна побіжність XXI століття; • грамотність в області доповненої реальності; • грамотність в галузі мобільного інформації.
Проте, термін «інформаційна грамотність» прижився, і в даний час він отримав широке визнання і поширення. Довгий час його активно використовували насамперед у бібліотечно-інформаційній сфері, проте поступово поняття виходило все далі за її межі. Термін отримав подальший розвиток у пізніших документах, схвалених на міжнародних форумах. Зокрема, Празька декларація 2003 року, що отримала назву «До інформаційно грамотного суспільства», пов'язувала інформаційну грамотність з інформаційним суспільством, Александрійська декларація «Маяки інформаційного суспільства» (2005) позначила взаємозв'язок інформаційної грамотності з навчанням упродовж усього життя. 
Дослідники даної сфери вважають, що підвищення грамотності власне в області наукової інформації та розширення доступу до наукових досліджень - можуть підвищити інфо-грамотність  в цілому.
Секція інформаційної грамотності Міжнародної федерації бібліотечних асоціацій та установ (ІФЛА) у 2006 році обговорювала можливість заміни терміна «інформаційна грамотність» іншими, лінгвістично більш прийнятними для інших великих мов. Проте у результаті було вирішено залишити термін з урахуванням того, що він вже отримав міжнародне визнання. Однак кожній країні було рекомендовано вибрати найвідповідніший термін для своєї мови. Сьогодні в Україні цей відповідник – «інформаційна грамотність».

## Інтернет-ресурси
- informationsdidaktik.de [Архівовано 8 березня 2022 у Wayback Machine.]
- Association of College and Research Libraries – Information Literacy Resources (englisch)
- Jeremy J. Shapiro and Shelley K. Hughes: Information Literacy as a Liberal Art. Enlightenment proposals for a new curriculum (englisch)
- Penny Moore, PhD: An Analysis of Information Literacy Education Worldwide (pdf) (englisch)